# Culturalima
Culturalima, també coneguda com a xarxa de Cultures de Lima o Xarxa de Centres Culturals de Lima, va ser un sistema d'informació cultural geolocalitzat creat per l'arquitecte Alvaro Pastor al any 2012 per encàrrec de l'Associació Cultural La Casa Ida a Lima, Perú. Va entrar en funcionament el juny de 2013 i va romandre activa fins al juny de 2017 havent reunit 143 socis institucionals. El seu objectiu era identificar i promoure els recursos culturals de un mateix espai geogràfic oferint una plataforma en línia que combinés la col·laboració dels usuaris i la selecció automàtica d'informació de les xarxes socials rellevants. Una altra contribució de Culturalima va ser la noció d'Ecosistema cultural per reconèixer les relacions entre els elements i pràctiques culturals materials i no materials que s'uneixen en una regió geogràfica i va ampliar aquesta metàfora fins a incloure la dinàmica cultural del ciberespai. El marc teòric i tecnològic de Culturalima juntament amb els seus resultats parcials es van presentar al XIV Fòrum de Ciutats Digitals l'abril de 2013 a Quito
 al V Congrés Iberoamericà de Cultura del novembre de 2013 a Saragossa, Espanya, i al OAS HASTAC Humanities, Arts, Sciences and Technology Alliance and Collaboratory al abril del 2014 a Lima.
Des del 2015, una part del projecte Culturalima va ser adoptat pel Ministeri de Cultura (Perú) amb el nom Infoartes. En abril de 2020 el projecte ha adoptat el nom de Puntos de Cultura. El nombre de centres en xarxa ha augmentat perquè s'han sumat altres regions de l'estat de Perú. Ascendeixen a 215.